# Miguel Pereira Forjaz
Miguel Pereira Forjaz Coutinho Barreto de Sá e Resende (1er novembre 1769, Ponte de Lima — 6 novembre 1827), 10e comte de Feira et pair du royaume, est un officier supérieur et un homme politique portugais qui s'est distingué lors de la guerre péninsulaire du Portugal.
Il était le fils de Diogo Pereira Forjaz Coutinho (23 mai 1726) et le arrière-petit-fils du 9e comte de Feira, D. Alvaro Pereira Forjaz Coutinho (vers 1656-?) et de sa femme Inês Antnia Barreto de Sô (c.1670-?). Il s’est marié deux fois, avec Joana Eullia Freire de Andrade et Maria do Patrocnio Freire de Andrade e Castro qui est morte à l’accouchement.
Au moment où la guerre contre la France commence en 1807, il est l'un des gouverneurs du Conseil de Régence établi lors du transfert de la cour portugaise au Brésil afin de gouverner le royaume. Il est par la suite l'un des refondateurs en 1808 de l'armée portugaise dissoute et désarmée par Junot lors de la première invasion française. À l'occasion de la réorganisation de l'armée, il crée les bataillons de chasseurs de l'armée portugaise. Il est également membre avec son cousin Freire de Andrade de la Junte du Gouvernement Suprême du Royaume établie à Porto en 1808.
En portugais, son nom est le plus souvent précédé de D. ou Dom, signifiant Dominus, « Maître », pour marquer son appartenance à la très haute noblesse. Il est le cousin des généraux Bernardim Freire de Andrade et Gomes Freire de Andrade. Très proche de Bernardim Freire de Andrade, il mène son action de concert avec ce dernier jusqu'à sa mort en 1809. Il est en revanche l'un des principaux instigateurs du processus menant à l'exécution de Gomes Freire de Andrade pour trahison en 1817, sous le gouvernement de William Carr Beresford.